# Liste des codes postaux en Tunisie
En Tunisie, le code postal est composé de quatre chiffres (****) selon une codification créée par la Poste tunisienne, depuis le 20 mars 1980.

## Codes postaux de Tunisie

Codes postaux en Tunisie (deux premiers chiffres).

Les préfixes des codes postaux sont institués par gouvernorat :
| Gouvernorat                | Code postal  |
| -------------------------- | ------------ |
| Gouvernorat de l'Ariana    | 20**         |
| Gouvernorat de Béja        | 90**         |
| Gouvernorat de Ben Arous   | 20** et 11** |
| Gouvernorat de Bizerte     | 70**         |
| Gouvernorat de Gabès       | 60**         |
| Gouvernorat de Gafsa       | 21**         |
| Gouvernorat de Jendouba    | 81**         |
| Gouvernorat de Kairouan    | 31**         |
| Gouvernorat de Kasserine   | 12**         |
| Gouvernorat de Kébili      | 42**         |
| Gouvernorat de la Manouba  | 20** et 11** |
| Gouvernorat du Kef         | 71**         |
| Gouvernorat de Mahdia      | 51**         |
| Gouvernorat de Médenine    | 41**         |
| Gouvernorat de Monastir    | 50**         |
| Gouvernorat de Nabeul      | 80**         |
| Gouvernorat de Sfax        | 30**         |
| Gouvernorat de Sidi Bouzid | 91**         |
| Gouvernorat de Siliana     | 61**         |
| Gouvernorat de Sousse      | 40**         |
| Gouvernorat de Tataouine   | 32**         |
| Gouvernorat de Tozeur      | 22*          |
| Gouvernorat de Tunis       | 20** et 10** |
| Gouvernorat de Zaghouan    | 11**         |